# Barbu Catargiu
Barbu Catargiu (Bucareste, 26 de outubro de 1807 — Bucareste, 20 de junho [ jul. 8 de junho] de 1862) foi um jornalista e político conservador romeno. Com a união dos Principados do Danúbio (Moldávia e Valáquia), tornou-se o primeiro a ocupar o cargo de primeiro-ministro da Romênia, de 15 de fevereiro a 20 de junho de 1862, quando foi assassinado.